# IC 2405
IC 2405 ist eine Spiralgalaxie mit aktivem Galaxienkern vom Hubble-Typ Sbc im Sternbild Luchs am Nordsternhimmel. Sie ist schätzungsweise 344 Millionen Lichtjahre von der Milchstraße entfernt und hat einen Durchmesser von etwa 80.000 Lj.

Im selben Himmelsareal befinden sich u. a. die Galaxien NGC 2668, IC 2400, IC 2401.
Das Objekt wurde am 2. März 1896 von Stéphane Javelle entdeckt.